# سنگ بادبریده

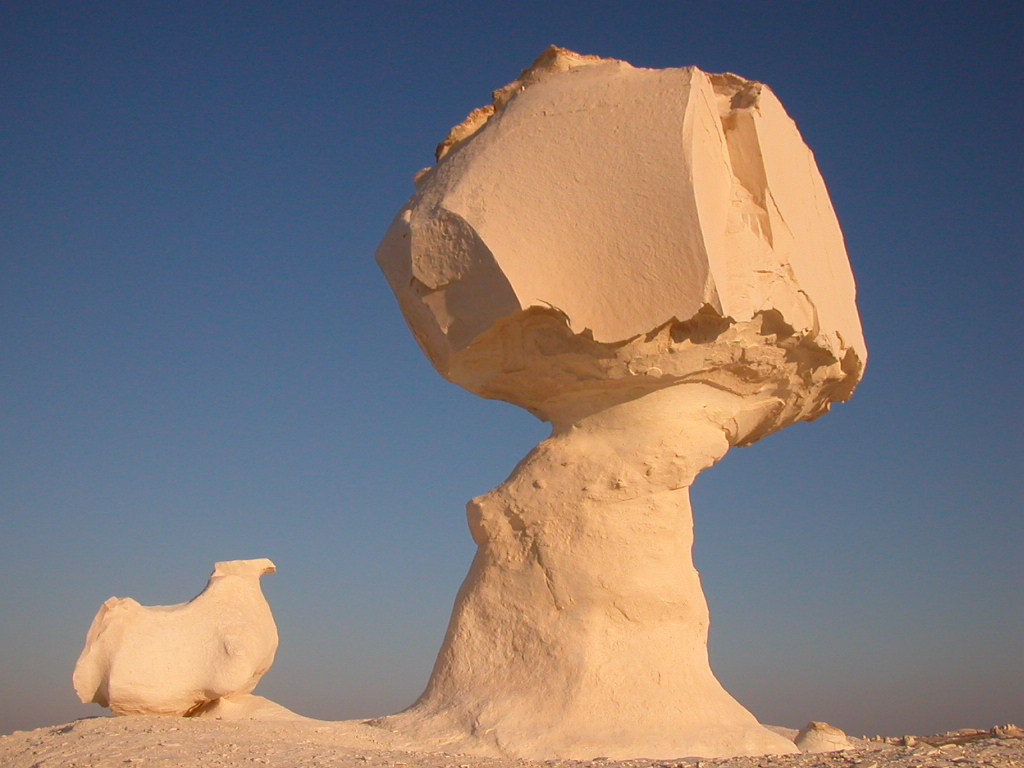
صخره‌های «قارچی‌شکل» فرسایش‌یافته با باد، پدیده‌های اصلی پارک ملی بیابان سفید در مصر هستند.

سنگ بادبریده (انگلیسی: Ventifact) به سنگی گفته می‌شود که توسط شن و ماسه یا بلورهای یخ که توسط باد هدایت می‌شود، ساییده، حفره‌دار، حکاکی، شیاردار یا صیقل داده شده‌است. این ویژگی‌های ژئومورفیک معمولاً در محیط‌های خشک یافت می‌شوند که در آن پوشش گیاهی کمی وجود دارد که مانع انتقال ذرات بادی شود. در این مناطق غالباً بادهای شدید می‌وزد، و ذخایر ثابت اما زیاد ماسه وجود دارد.
سنگ‌های بادبریده می‌توانند به مجسمه‌های طبیعی چشم‌نواز مانند عارضه‌های اصلی پارک ملی بیابان سفید در نزدیکی واحه فرافره در مصر تبدیل شوند. در رخنمون‌های صخره‌ای نسبتاً بلند و منفرد، ممکن است ستون‌های قارچی شکلی تشکیل شود که رخنمون آن بر اثر جهش دانه‌های ماسه فرسایش یابد. این وضعیت بدین دلیل رخ می‌دهد که، حتی در بادهای شدید، دانه‌های ماسه نمی‌توانند به‌طور مداوم در هوا نگه داشته شوند. در عوض، ذرات ماسه در امتداد زمین جهش کرده و به ندرت به بالاتر از چند فوت بالاتر از زمین می‌رسند. با گذشت زمان، دانه‌های ماسه می‌توانند بخش‌های پایینی یک سنگ بادبریده را فرسایش دهند، در حالی که یک کلاهک بزرگ‌تر با فرسایش کمتر بر روی آن باقی می‌ماند؛ بنابراین شکل‌های حاصل، اغلب شبیه قارچ‌های سنگی خارق‌العاده هستند.
سنگ‌های منفرد، مانند سنگ‌هایی که سنگفرش بیابانی را تشکیل می‌دهند، اغلب با سطوح شیاردار، حکاکی شده یا صیقلی یافت می‌شوند که همین فرآیندهای بادی سنگ را به آرامی فرسایش داده‌است.
اگر سنگ‌های بادبریده باستانی بدون جابجایی یا مزاحمت حفظ شوند، می‌توان آن‌ها را به عنوان شاخص بادهای قدیمی محسوب کرد. جهت باد در زمان تشکیل سنگ بادبریده، موازی با شیارها یا خطوط بریده‌شده در سنگ بوده‌است.
سنگ‌های بادبریده بر روی مریخ نیز یافت می‌شوند، در آنجا این سنگ‌های تیز و بی‌حرکت، آسیب قابل توجهی به چرخ‌های مریخ‌نورد کنجکاوی وارد کرده‌اند.

## نگارخانه

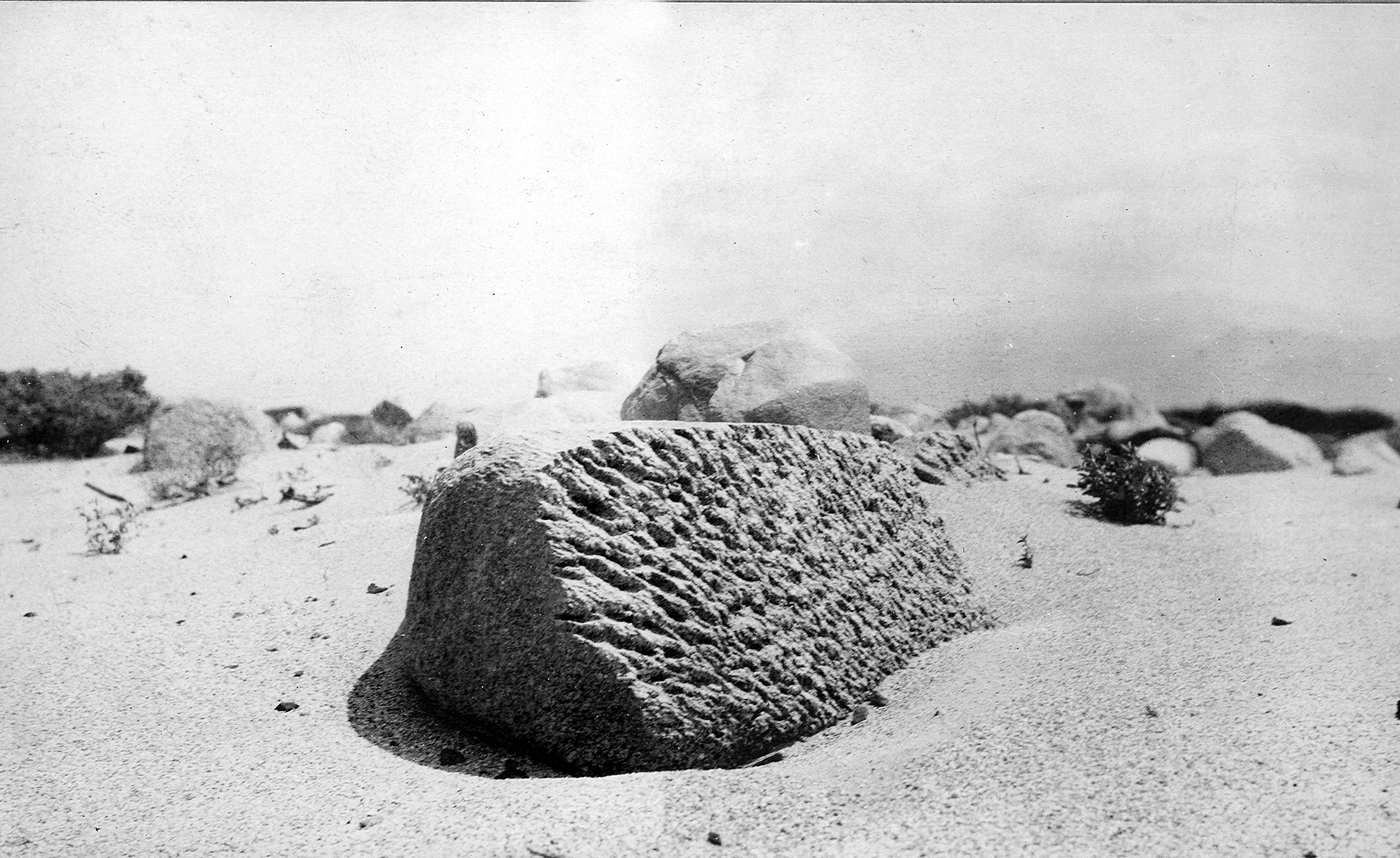
سنگ شیست حفره‌دار بر اثر برخورد ماسه در نزدیکی ایستگاه پالم اسپرینگز، بیابان کلرادو.
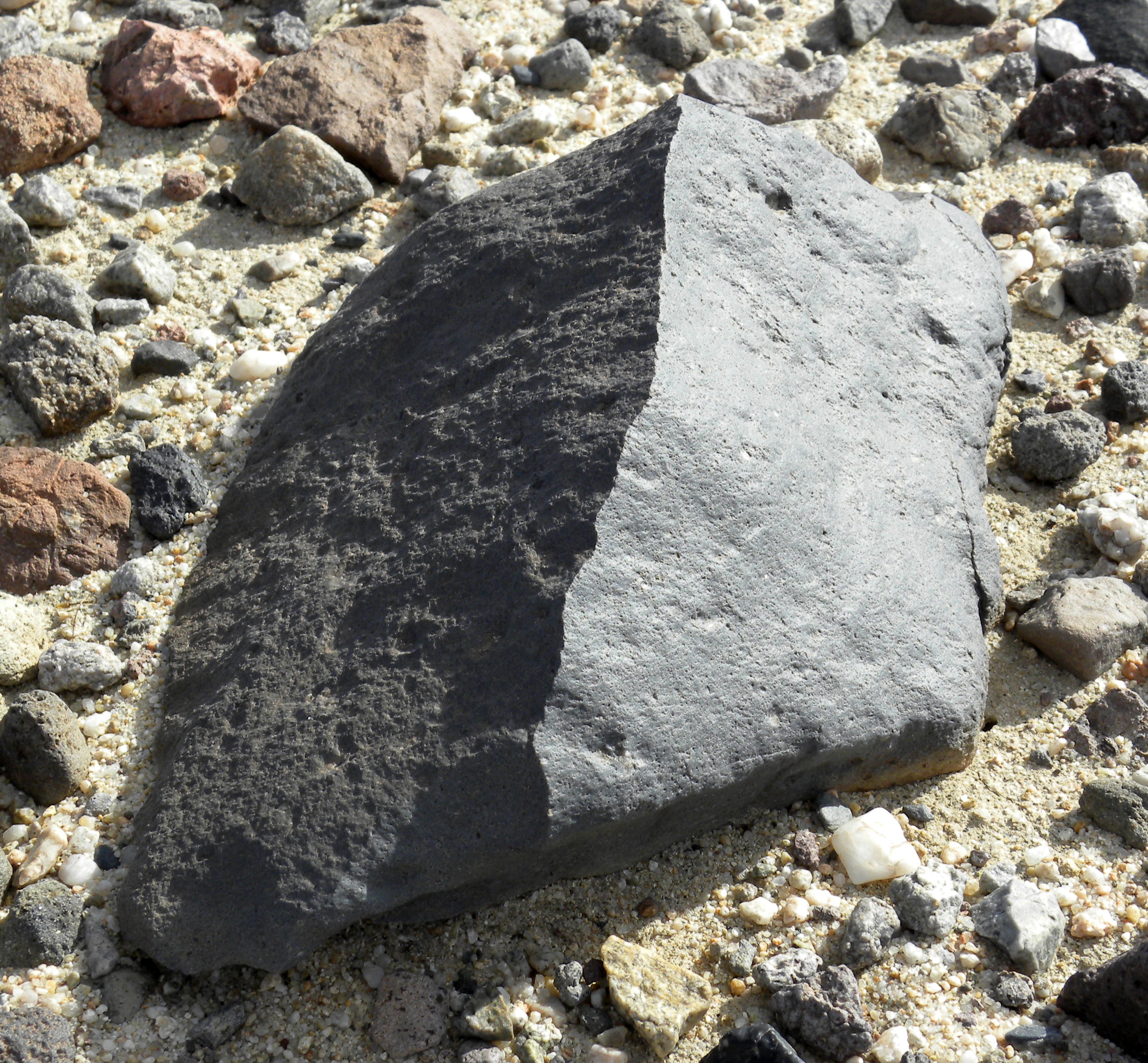
سنگ بادبریده در بیابان موهاوی، کالیفرنیا.
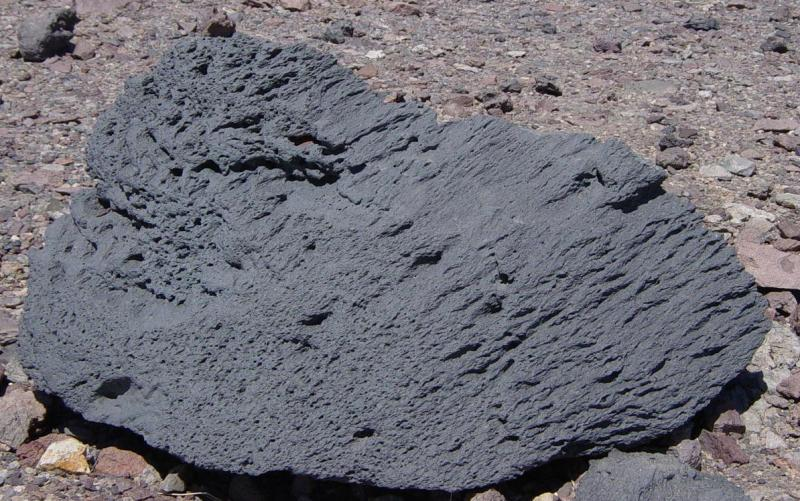
سنگ بادبریده در دره مرگ، آمریکا
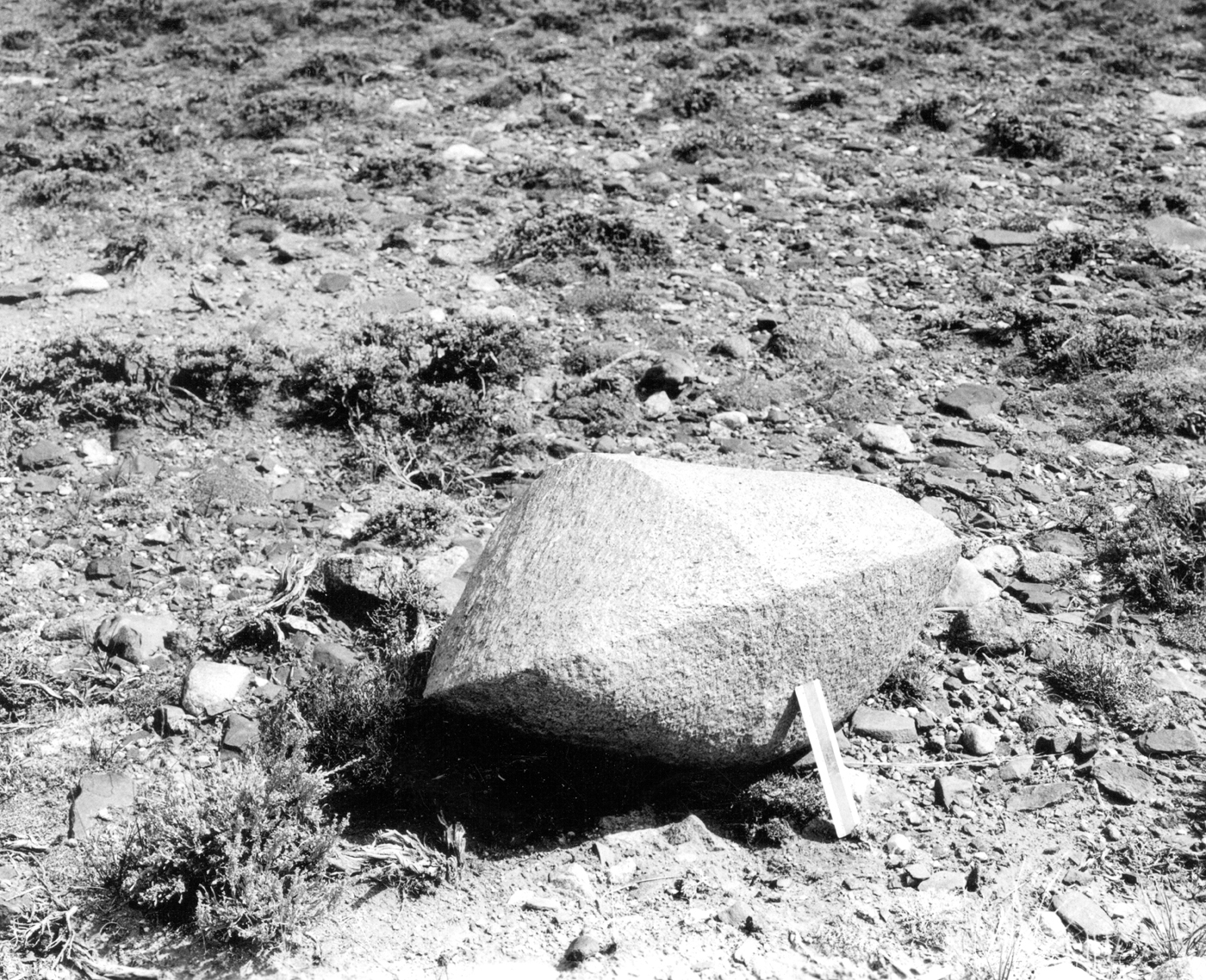
یک dreikanter گرانیتی صیقل‌داده‌شده توسط ماسه، شهرستان سویت واتر، وایومینگ، آمریکا
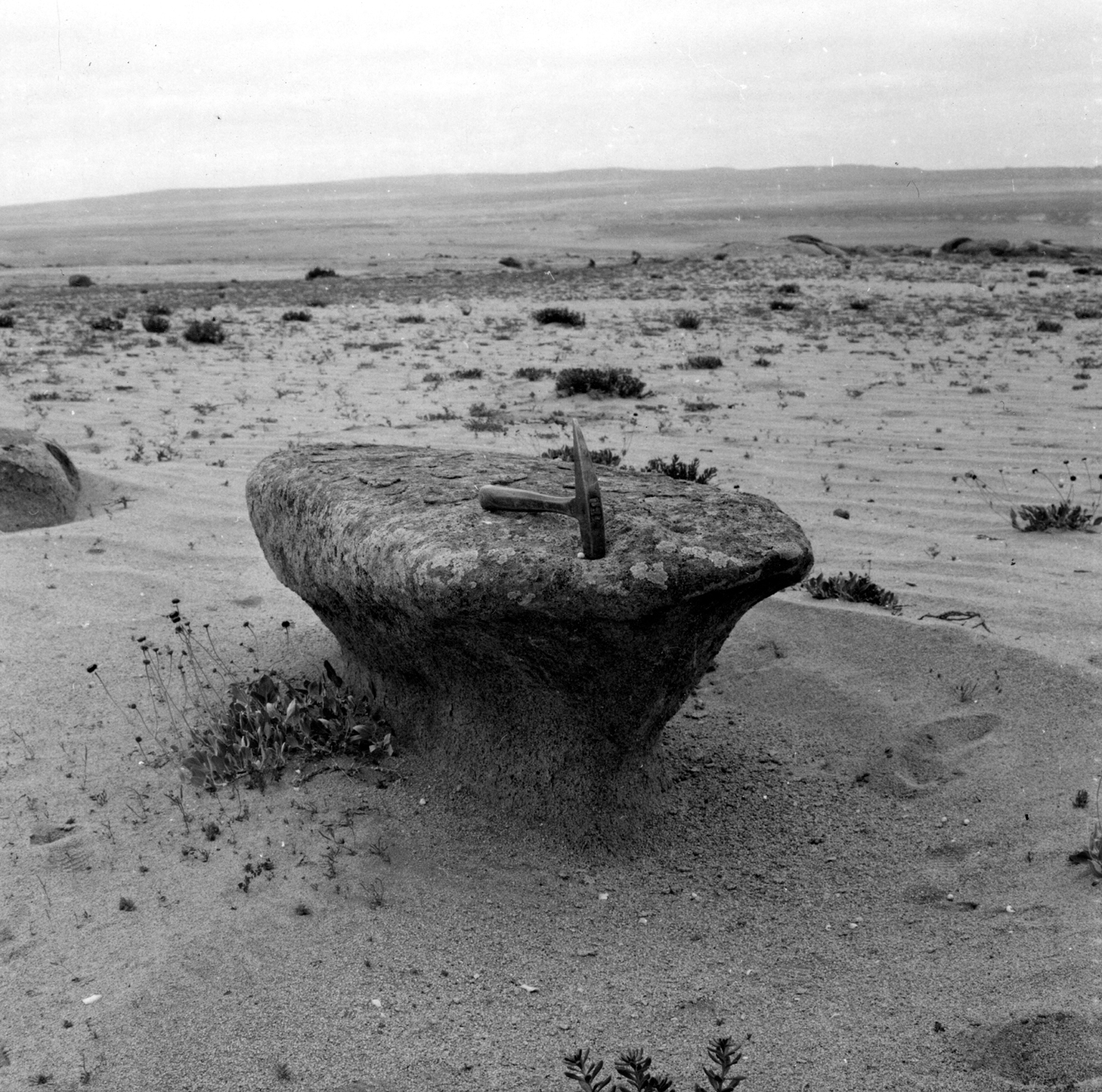
رخنمون گرانیت که در اثر عمل سایش ماسه بادی بریده شده‌است، بیابان آتاکاما، شیلی
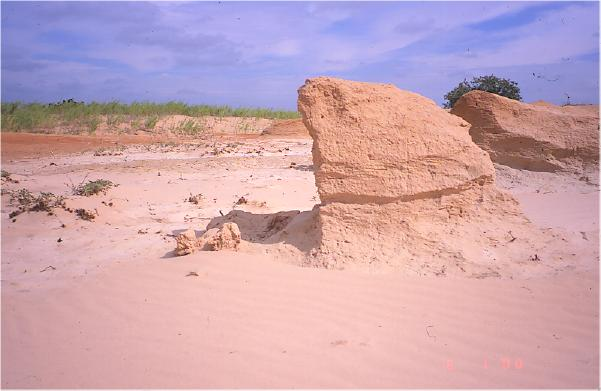
کلوت‌های ماسه‌سنگی در یک بادکند در نزدیکی مدو، تگزاس
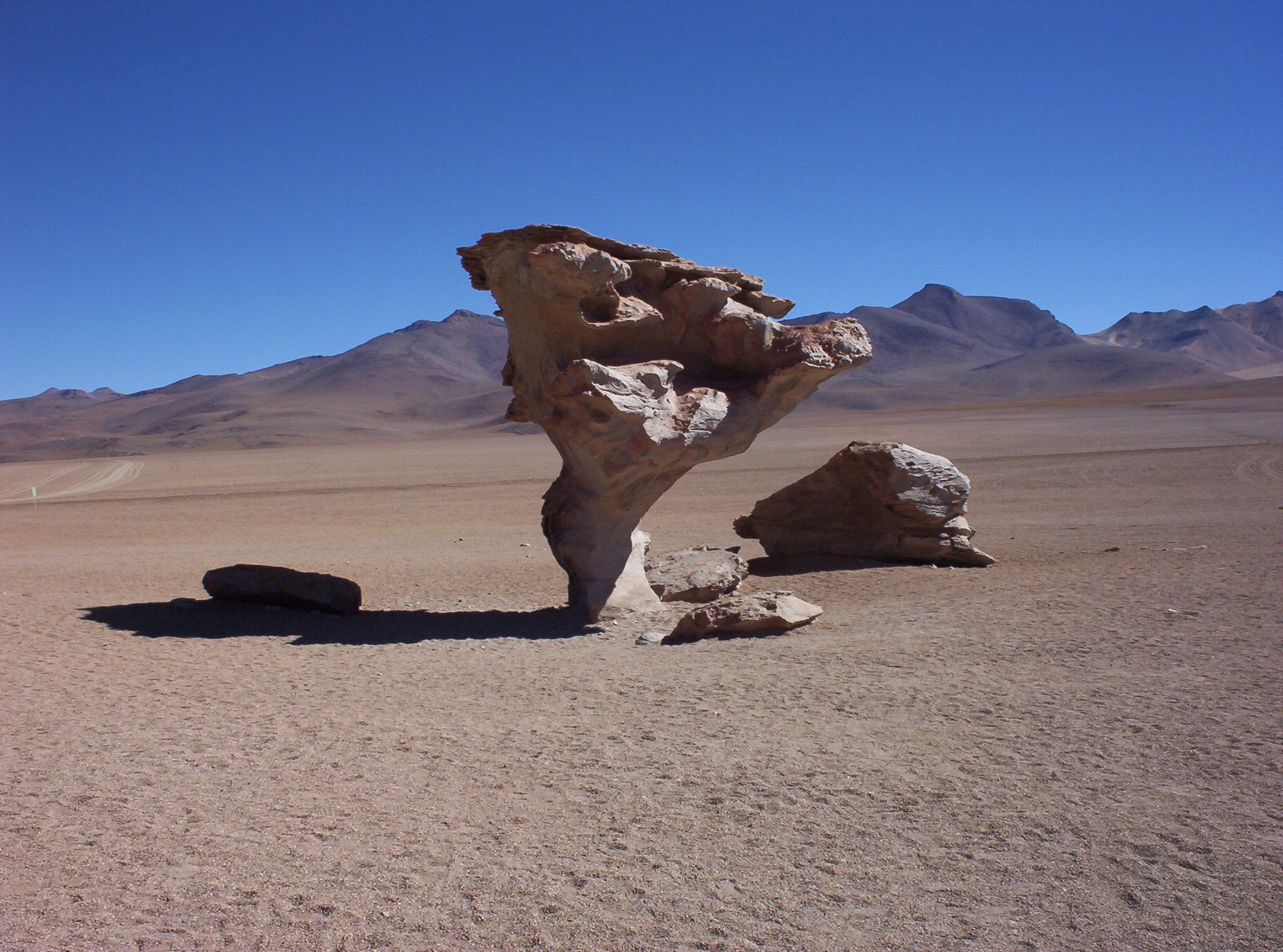
سنگی که توسط فرسایش باد به صورت قارچ مانند ساخته شده‌است ، در نزدیکی منطقه آلتی‌پلانو، بولیوی